# Олександр де Бікнор

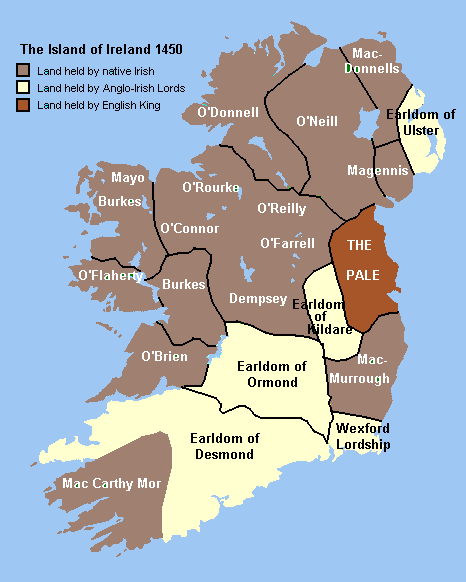
Ірландія в середні віки. Показані англійські володіння, володіння графів Ормонд та Фіцджеральд, володіння незалежних ірландських кланів та королівств.

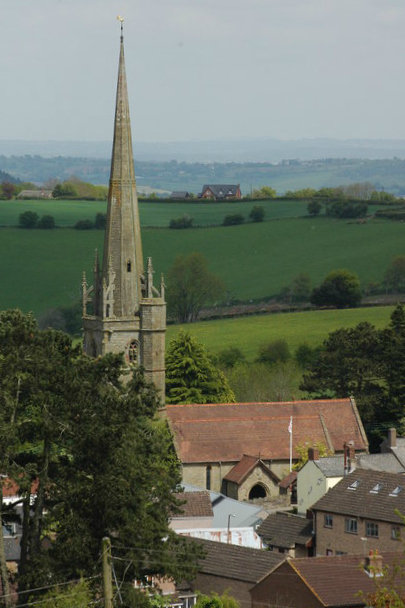
Руарден в Глостерширі, Англія.

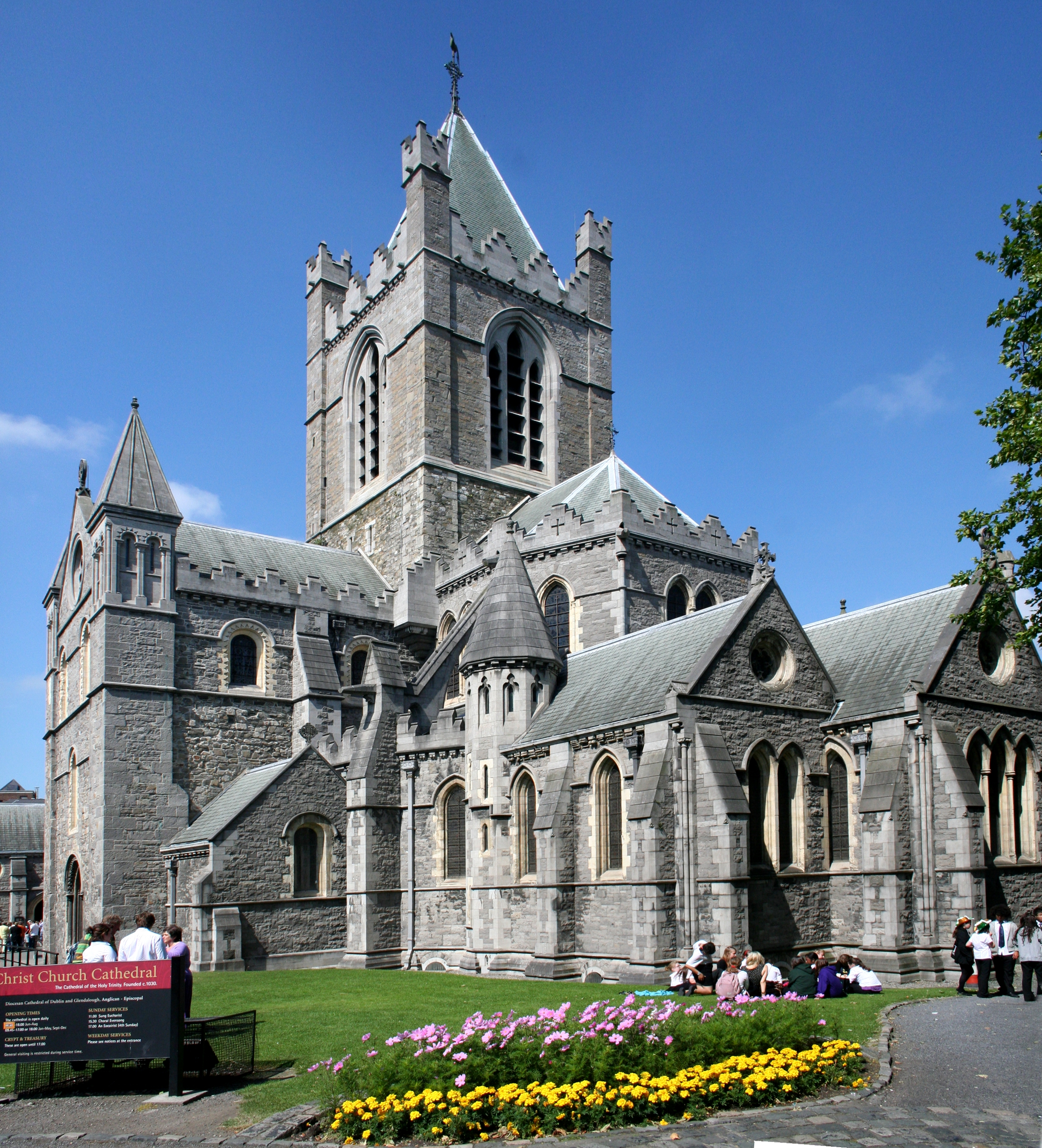
Собор Кріст-черч в Дубліні, Ірландія.

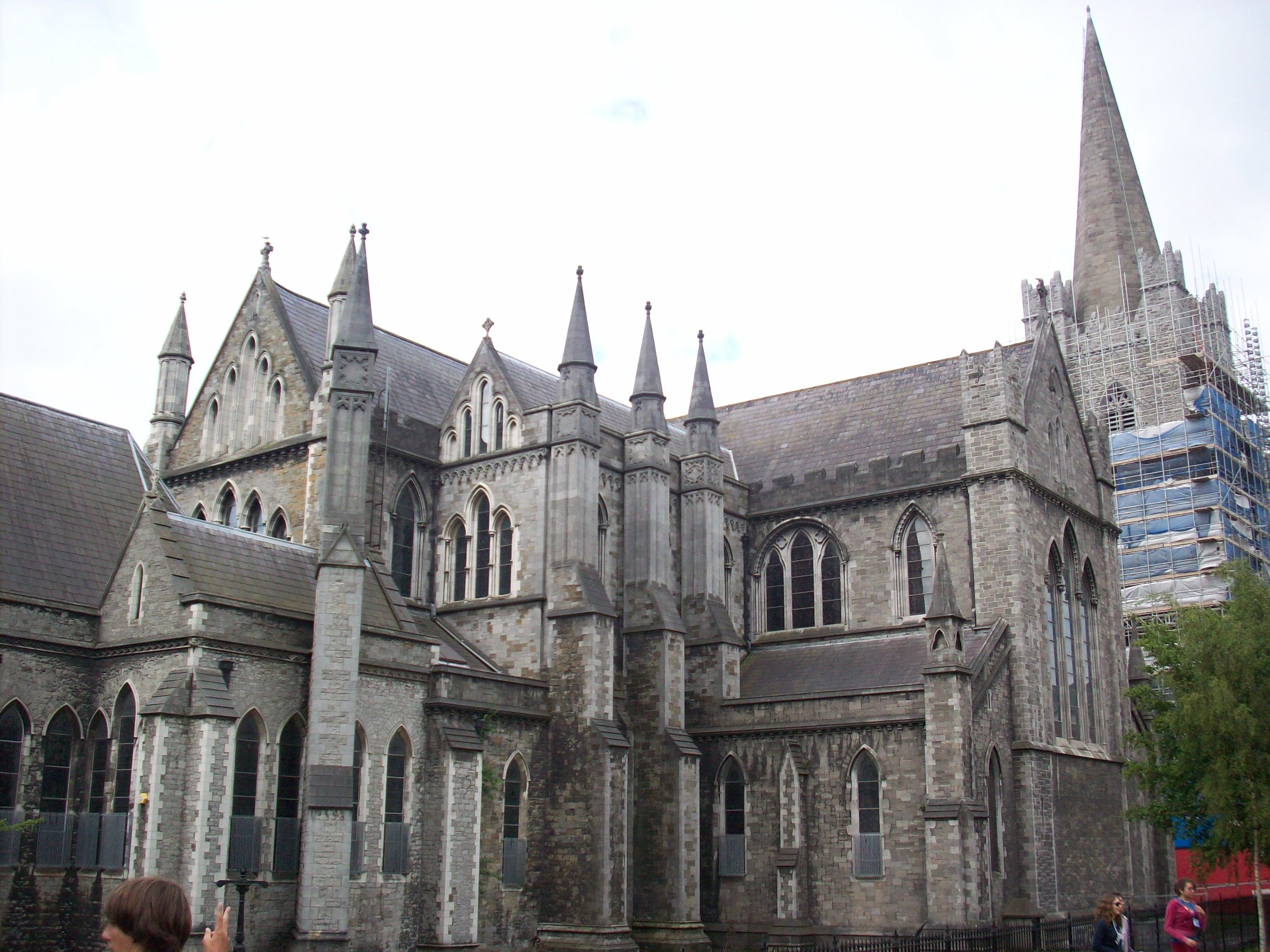
Собор Святого Патріка в Дубліні, Ірландія.

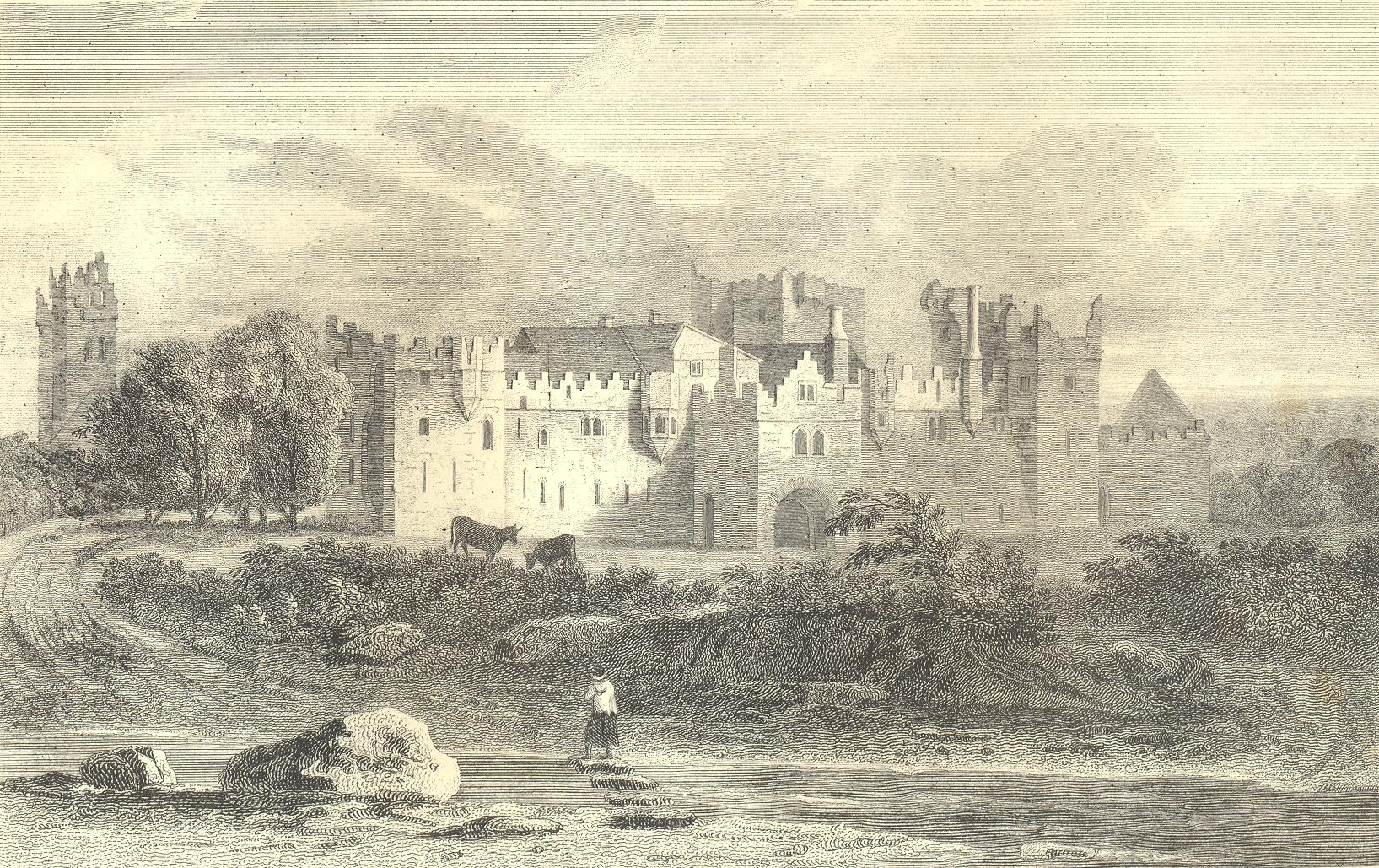
Замок Таллахт, Ірландія.

Олександр де Бікнор (англ. - Alexander de Bicknor) (близько 1260 — 14 липня 1349) – ірландський та англійський державний і церковний діяч, політик, юрист, суддя в часи правління королів Англії та Ірландії Едуарда I, Едуарда II, Едуарда III. Найбільш відомий в історії як архієпископ Дубліна з 1317 року до своєї смерті в 1349 році. Його кар’єра включала численні дипломатичні місії для короля Англії.  Обіймав численні цивільні та церковні посади в Ірландії, включаючи посаду лорда-скарбника Ірландії (1307 – 1309), примаса Ірландії і лорд-канцлера Ірландії.

## Життєпис

### Ранні роки і початок кар’єри
Дата народження де Бікнора невідома. Численні згадки про Олександра де Бікнора можна знайти в записах графства Глостершир, Англія наприкінці XIII століття та на початку XIV століття. Історики Галлахер та Філліпс вважають, що це та сама людина, що й пізніший архієпископ Дубліна, припускаючи, що дата його народження — 1260 рік або біля того. Схоже, найдавніша історична згадка про нього, це документ як він був судовим приставом Глостера в 1273 році, що ставить попередній висновок під певний сумнів, хоча існує досить безперервний слід записів, що пов’язують цього Олександра з людиною, яка мала стати архієпископом Дубліна. Незрозуміло, чи це випадок незвичайної довголіття для того часу (йому мало бути більше 80 років на момент його смерті) чи дві ймовірно споріднені особи з однаковим іменем, хоча немає сумнівів, що Олександр де Бікнор вже був дорослим, коли був обраний архієпископом Дубліна у 1310 році.
Кар’єра цього чи цих Олександрів де Бікнорів у графстві Глостершир включала торгівлю вовною, а також різноманітну діяльність у цивільних офісах, включаючи збір податків, службу в комісіях оєра та термінера (юридичні посади) та службу судовим приставом Глостера протягом восьми років. Де Бікнор також був серед дев’яти чоловік Глостера, звинувачених в ухиленні від сплати податків на торгівлю вином у 1287 році, що свідчить про широту його комерційних інтересів. Враховуючи їхню присутність у Глостері, родина де Бікнорів могла отримати своє топонімічне прізвище від англійської місцевості Бікнор у Глостерширі. Католицька енциклопедія пов’язує його з іншим містом під назвою Бікнор у графстві Кент, але в одному випадку в 1297 році він прямо названий «Олександр де Бікнор з Глостера». Справді існували люди на прізвище де Бікнор, які були явно пов’язані з Кентом (наприклад, лицар і головний сокольничий короля Англії Едуарда I, Джон де Бікнор), тому це питання залишається під певним сумнівом. Ліцензія на споруду башти в Руардеані, приблизно в чотирьох милях від Бікнора, Глостеншир, була надана Олександру де Бікнору (майже напевно архієпископу в цьому випадку) королем у 1311 році, що підтверджує ототожнення з де Бікнорами з Глостерширу, а також вказує на те, що він мав там досить значні маєтки. Фрагменти цієї споруди, яку зараз часто називають «замком Руард», можна побачити й сьогодні.

### Обрання архієпископом
Олександер де Бікнор був обраний архієпископом в 1310 році одноголосними капітулами собору Святого Патріка та собору Крайст-Черч у Дубліні, тоді він був скарбником Ірландії та пребендарієм Мейнута, це була одна із кількох церковних посад, якими він володів протягом життя. Він також виконував обов’язки заступника декана собору Святого Патріка. Деканом тоді був Вільям де Род’ярд. З незрозумілих причин вибори архієпископа Дубліна було відкладено (другорядні джерела розходяться щодо того, чи це було з ініціативи папи чи короля) на користь священика з Данкельда, обраного Джона де Лече, що служив короткий, але активний термін як архієпископ Дубліна з 1311 року до своєї смерті в 1313 році. Після смерті Джона де Лече на посаду архієпископа Дубліна претендували де Бікнор і тодішній лорд-канцлер Ірландії Волтером де Торнбері, але після того, як Торнбері загинув під час корабельної аварії на шляху до Франції, вибір однозначно впав на де Бікнора «так ніби саме небо оголосило свій вирок». Джерела розходяться в тому, чи був він висвячений в Авіньйоні чи в Римі, але майже через сім років він був висвячений на архієпископа Дубліна.

### Проект університету Святого Патрика
Олександр де Бікнор заснував перший новий колоніальний (раніше в Ірландії було багато інших) ірландський університет у соборі Святого Патріка в 1320 році на основі статуту, отриманого його попередником, архієпископом Джоном Ле Лехе (Ле Лік). Хоча на ранньому етапі цей університет мав певний обмежений успіх, установа не дожила до сучасності, але розрізнені історичні згадки показують, що вона в певній формі зберігалася аж до часів Реформації.

### Замок Таллахт
Олександер де Бікнор збудував замок Таллахт для захисту земель Таллахт в 1324 році.

### Повстання Ізабелли та Мортімера і фінансовий скандал
Олександр де Бікнор отримав посаду архієпископа Дубліна в дуже неспокійний для Ірландії час: йшла безперервна війна між англійськими колоністами та незалежними ірландськими кланами, війни Роберта Брюса за незалежність Шотландії, війни Едварда Брюса за незалежність Ірландії. Олександер де Бікнор був одним із архієпископів, які проголосили відлучення Едварда Брюса від церкви у 1318 році. Серед найпомітніших внутрішніх заворушень було повстання королеви Ізабелли Французької – дружини короля Англії Едварда II, проти короля та його фаворитів Деспенсерів у 1324 році.
На початку 1320-х років де Бікнор активно брав участь у дипломатичній діяльності під час кількох місій до Франції. Під час одного з них, зіткнувшись з французькою облогою та загальною військовою та дипломатичною поразкою, він порадив графу Кентському здати фортецю Ла-Реоль французам, фактично визнаючи поразку англійців, які намагалися захистити герцогство Аквітанія і утримати його під англійською владою. Невдовзі після цього Олександр де Бікнор перейшов на бік королеви, яка під час перебування у Франції відкрито взяла собі за коханця могутнього й амбітного англійського дворянина Роджера Мортімера. Архієпископ одного разу навіть заявив, що викликав би Г’ю Деспенсера Молодшого на дуель, якби це не суперечило його церковній посаді. Король Англії Едвард II відповів великим списком найімовірніших законних звинувачень на адресу Папи Римського в різних видах посадових злочинів, включаючи його напади на Деспенсерів.
Це відкрило двері для виявлення значних проблем у рахунках де Бікнора, і, зокрема, значної заборгованості перед самою Церквою, несплата яких частково призвела до відлучення де Бікнора від церкви. Але врешті-решт Олександр де Бікнор вибрав переможну сторону, і король Англії та Ірландії Едуард II був змушений зректися престолу в 1327 році на користь свого сина Едуарда III, який на той час ще контролювався Ізабеллою та Мортімером. Вважається, що колишній король був страчений за таємничих обставин пізніше того ж року. Наприкінці 1320-х років розпочався найтемніший період у кар’єрі Олександра де Бікнора, коли подальше фінансове шахрайство під час його правління було розкрито або, принаймні, перестало допускатися. Волтер де Ісліп, лорд-скарбник Ірландії, також був глибоко причетний до цього шахрайства. Якщо де Бікнор очікував, що його підтримка нового режиму виправдає його фінансові маніпуляції, він був розчарований, оскільки його активи та авуари були конфісковані короною Англії. Після цього моменту роль де Бікнора в національній політиці суттєво зменшилася. Його труднощі лише посилилися, коли він, очевидно, спробував сфальсифікувати королівське помилування (за іронією долі, за злочин шахрайства). Коли король Англії та Ірландії Едуард III досяг повноліття в 1330 році, він наказав жорстоко стратити Мортімера, а Ізабелла була змушена прожити решту свого життя під, по суті, під домашнім арештом, тому доля де Бікнора була відносно м’якою порівняно з долею його колишніх покровителів і союзників. Олександр де Бікнор зрештою отримав автентичне помилування від короля Едуарда III. Він відвідав Англію в 1332 році, можливо, у зв’язку з помилуванням.

### Пізніші церковні суперечки
Пізніше перебування Олександра де Бікнора на посаді архієпископа Дубліна після вступу на престол короля Едуарда III також супроводжувалось суперечками та конфліктами, хоча й менш смертельного характеру. Зокрема, де Бікнор вів тривалу ворожнечу з єпископом Оссорі Річардом де Ледредом, якого найбільше запам’ятали його роллю в суді над відьмами в Кілкенні. Він також вступив у гостру суперечку з пріором Кілмейнхема щодо спірного володіння церквою. Давня суперечка про верховенство над усією Ірландією між архієпископом Дубліна та архієпископом Арма також періодично спалахувала, і в 1349 році архієпископ Арма Річард Фіцральф увійшов до Дубліна, щоб підтвердити свою першість, викликавши значний резонанс в суспільстві.

### Генеалогія Олександра де Бікнора
Генеалог Густав Анжу стверджував, базуючись на невизначених джерелах, що прізвище де Бікнор з часом перетворилося на сучасне англійське прізвище Бакнер, але це твердження є сумнівним, а репутація Анжу улещує меценатів із сумнівними претензіями на видатне середньовічне походження і ставить під додатковий сумнів це твердження. Існує також згадка про племінницю Олександра де Бікнора на ім'я Маргері, якій він передав маєток Руардеан у 1311 році після її одруження з Джеффрі Ленглі.